# 山口丈太郎
山口 丈太郎（やまぐち じょうたろう、1909年（明治42年）4月16日 - 1991年（平成3年）2月5日）は、日本の労働運動家、政治家。衆議院議員。

## 経歴
兵庫県川辺郡、のちの猪名川町で生まれる。1929年（昭和4年）六瀬第二補員学校を卒業した。
1933年（昭和8年）京阪神急行電鉄（現阪急電鉄）に入社。同社労働組合副委員長、日本私鉄労働組合総連合会関西地方連合会委員長、同中央委員、ILO協会近畿支部常任理事、大阪労働協会常任理事、大阪府労働者災害保障保険委員会委員、大阪地方労働委員会委員、大阪地方労働者教育諮問委員会委員、大阪勤労者信用組合理事、大阪労働金庫（現近畿労働金庫）理事などを務めた。
1952年（昭和27年）10月、第25回衆議院議員総選挙に兵庫県第2区から左派社会党公認で出馬して当選。その後、第27回総選挙まで再選された。1958年（昭和33年）5月の第28回総選挙では次点で落選。1960年（昭和35年）11月の第29回総選挙で再選され、次の第30回総選挙でも当選し、衆議院議員を通算5期務めた。この間、日本社会党中央委員、同会計監査、同党兵庫県支部連合会副会長、同顧問、同党中央本部財務副委員長、同災害対策特別委員長、同私鉄対策特別副委員長などを務めた。その後、第31回総選挙に立候補したが次点で落選した。
後に猪名川町都市計画審議会会長、同町監査委員会委員長を務めた。